# Trigona williana
Trigona williana är en biart som beskrevs av Heinrich Friese 1900. Trigona williana ingår i släktet Trigona och familjen långtungebin. Inga underarter finns listade i Catalogue of Life.